# 리스 닐헤임
리스 닐헤임(Lis Nilheim, 1944년 6월 5일~2025년 2월 26일)은 스웨덴의 배우이다. 제11회 굴드바게상 여우주연상 수상자이다.

## 출연 작품
- 달링 (2007)
- 마디타와 리사벳 (1979)
- 아버지 후보 (1979)
- 마디타 (1978)